# General Film Company

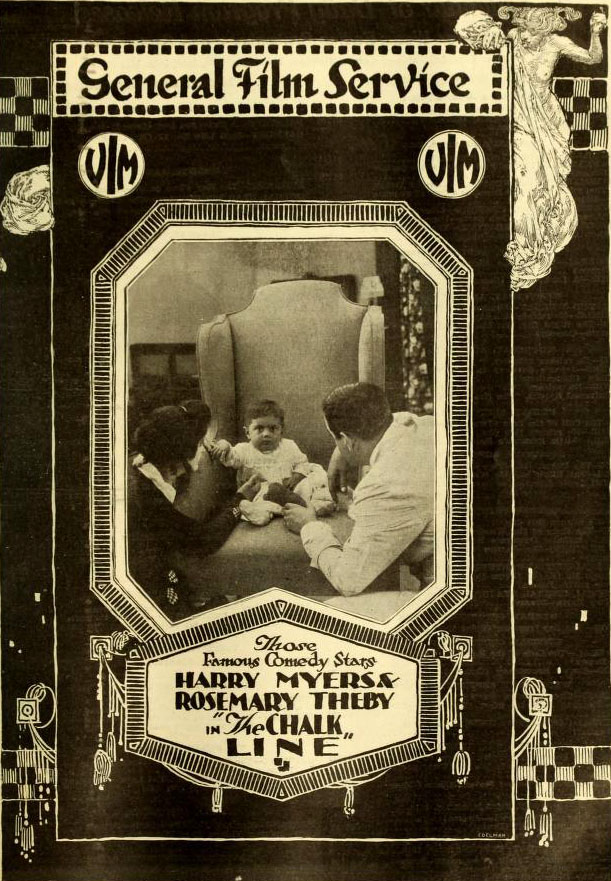
La Línia de Guix (1916)

La General Film Company era una empresa de distribució de pel·lícules dels Estats Units. Entre 1909 i 1920, l'empresa va distribuir gairebé 12,000 pel·lícules mudes.
La General Film Company va ser formada per la Motion Picture Patents Company (MPPC) en un intent de monopolitzar la distribució de pel·lícules als Estats Units. El 1909, la General Film Company va tractar de confiscar els equips de les empreses distribuïdores independents per a dissuadir-les de les seves activitats.

## Accions
Fent ús del seu control sobre diverses patents de cinema (entre elles la de Woodville Latham amb el bucle del seu nom), la General Film Company i la Motion Picture Patents Company van tractar de confiscar la maquinària de les empreses de distribució independents si no pagaven els drets d'aquestes patents i provant també de forçar a dites empreses de distribució independents a vendre o malbaratar les seves llicències de patents.
Algunes organitzacions de la competència, com la Motion Picture Distributing and Sales Company, la National Independent Moving Picture Alliance i la Film Service Association, van sorgir per a desafiar l'Edison Trust. El 1912, el poder de la General Film Company havia disminuït i el i el Departament de Justicia dels EUA va iniciar la persecució de la Motion Picture Patents Company i la General Film Company sota la Llei Sherman.
El 30 de març de 1918, la Companyia General del Cinema es va vendre, juntament amb el MPPC, a la Lincoln & Parker Film Company de Massachusetts. Thomas Edison va tornar a adquirir aquests actius quan la Lincoln & Parker Company es va declarar en fallida, i les va vendre al productor Robert L. Giffen l'octubre de 1919.